# José Cura
(Nume spaniole: primul, numele de familie al tatălui : Cura, al doilea, numele de familie al mamei: Gómez)

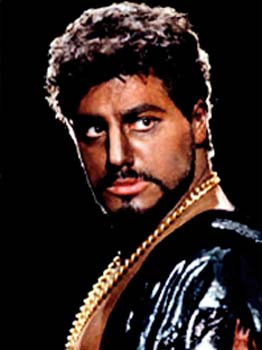
José Cura în rolul lui Otello (1999)

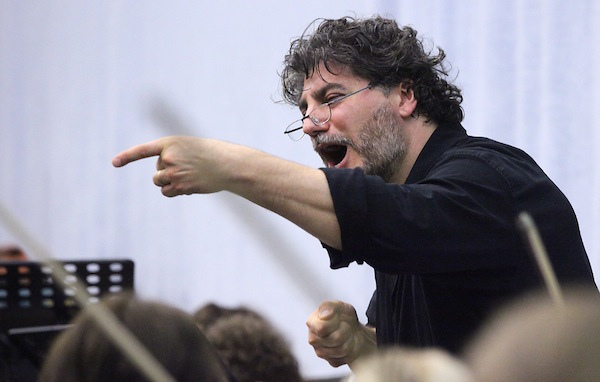
José Cura în postura de dirijor (2009)

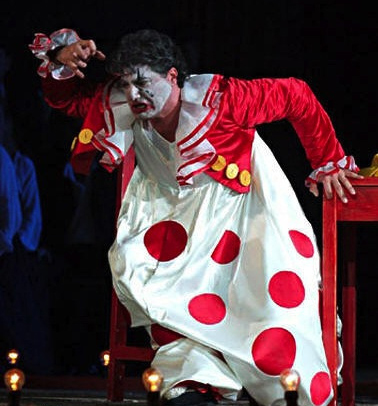
José Cura în rolul Canio din Paiațe, la Arena din Verona (2006)

 José Luis Victor Cura Gómez, (n, 5 decembrie 1962, Rosario, Argentina), este un cântăreț de operă (tenor), regizor, scenograf și dirijor argentinian. Este considerat unul din cei mai importanți interpreți ai stilului verisimo. Este cunoscut pentru interpretarea în stil original a personajelor remarcabile din opere, cum sunt: Otello din opera lui Verdi, Samson din Samson și Dalila de Saint-Saëns sau Canio din Paiațe de Ruggero Leoncavallo.

## Biografie
José Cura a primit în copilărie lecții de chitară, la vârsta de 12 ani interpretând sub îndrumarea lui Juan di Lorenzo piese de chitară clasică. Talent muzical maturizat timpuriu, la vârsta de 15 ani și-a făcut debutul ca dirijor de cor, iar la 16 ani începe să studieze compoziția cu Carlos Castro și pian cu Zulma Cabrera. Și-a continuat studiile la universitatea de stat din Rosario și la Teatro Colón din Buenos Aires, unde a urmat cursuri de canto și dirijor. Datorită metodelor incorecte de antrenament, José Cura a renunțat la studiile sale de canto. Totuși, Horacio Amauri l-a convins să-și pregătească vocea cu noi tehnici vocale, deschizând astfel calea către o carieră mondială.
În 1991 s-a mutat cu familia în Europa, locuind în Verona mai apoi în apropiere de Paris. Și-a antrenat vocea cu Vittorio Terranova, care l-a ajutat să-și perfecționeze stilul său pentru opera italiană. A debutat la Verona în opera Pollicino de Hans Werner Henze. Marele succes a lui José Cura a venit în martie 1993 la Trieste, unde a interpretat rolul lui Jan în Miss Julie. Cura și-a făcut debutul la Met în 1999, cu rolul Turiddu din opera Cavalleria rusticana.
Cura este căsătorit, tatăl a trei copii și trăiește cu familia în Madrid.

## Discografie
- 1997 Puccini Arias
- 1999 Verisimo
- 2000 Verdi Arias
- 2000 La Traviata
- 2000 Manon Lescaut Label: Deutsche Grammophon
- 2001 Bravo Cura Label: Erato
- 2006 Anhelo. Cântece argentiniene

## DVD-uri (Selecție)
- 2000 José Cura în concert la Budapesta
- 2001 Tosca
- 2004 Verdi Gala
- 2006 Andrea Chénier
- 2007 La Traviata a Paris

## Filmografie
Televiziune
- 2000 Traviata la Paris (La Traviata à Paris), regia Raymond Bernard